# Szovjet Haditengerészet
A Szovjet Haditengerészet (oroszul: Военно-морской флот СССР, magyar átírásban: Vojenno-morszkoj flot SZSZSZR) a Szovjetunió Fegyveres Erőinek egyik haderőneme volt 1922–1991 között. 1938-ig a Munkás-paraszt Vörös Hadsereg Haditengerészeti Erői  volt a neve, de gyakran csak Vörös Flotta néven hivatkoztak rá. A hidegháború idején végrehajtott jelentős flottafejlesztés következtében a szovjet stratégiai célok megvalósításában fontos szerepet játszott.
Négy nagy flottára oszlott: az északi, a Csendes-óceáni, a Fekete-tengeri és a Balti Flottára. Ezenkívül egy kisebb flottával rendelkezett a Kaszpi-tengeren, ez volt a Kaszpi Flottilla. 
A szovjet haditengerészet kötelékébe tartozott a haditengerészeti légierő, a haditengerészeti gyalogság és a parti tüzérség.
A Szovjetunió 1991-es felbomlása után az Orosz Föderáció örökölte a Szovjet Haditengerészet legnagyobb részét.

## Története

### Orosz polgárháború(1917–1922) és azelső világháború

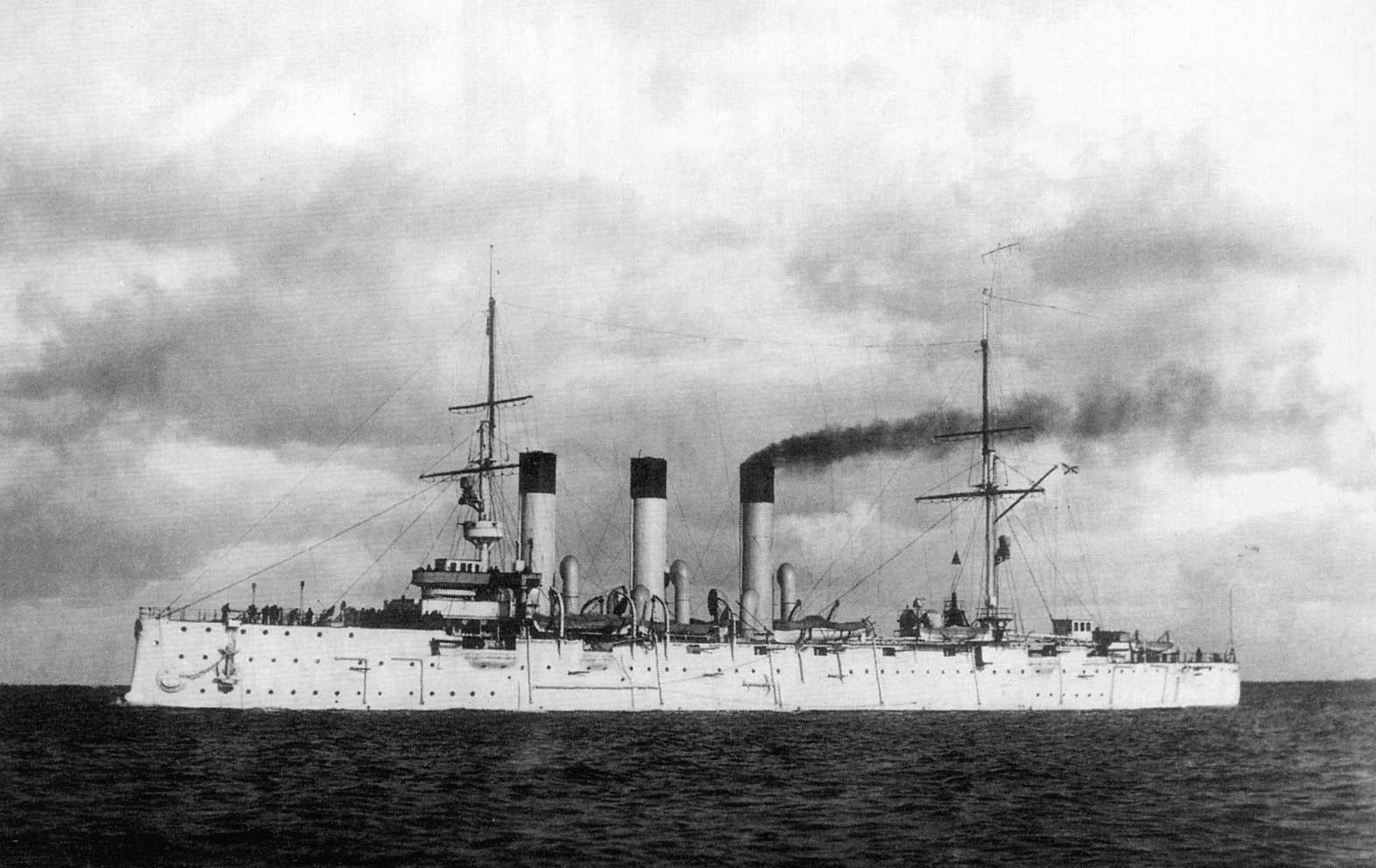
Az Auróra, a szovjet haditengerészet első nem hivatalos cirkálója

A szovjet haditengerészet az Orosz Császári Haditengerészet (Российский императорский флот) maradványaiból épült fel és azokon a haditengerészeti erőkön alapult, amelyeket az I. világháború (1914–1918) , az 1917-es októberi forradalom, az orosz polgárháború (1917-1922) és az 1921-es kronstadti lázadást követően során szinte teljesen elpusztult. A forradalmi időszakban az orosz tengerészek saját akaratuk szerint hagyhatták el hajóikat, és általában elhanyagolták kötelességeiket. A tiszteket egy részét szétszórták (némelyiket a vörös terror alatt életét vesztette, mások csatlakoztak a "fehér" (antikommunista) ellenzéki seregekhez, mások pedig egyszerűen lemondtak), a tengerészek többsége pedig otthagyta hajóit. A munka leállt a hajógyárakban.
A bolsevik forradalom teljesen megzavarta a haditengerészet vezetőit, a tiszteket tömegesen gyilkolták, a hajók használhatatlanná váltak.
1918. áprilisának végén a német császári csapatok a Fekete-tenger partja mentén haladva bejutottak a Krím belsejébe, és elindultak a szevasztopoli haditengerészeti bázis felé. A hatékonyabb hajókat Szevasztopolból Novorosszijszkba vitték, ahol egy német ultimátum után Lenin parancsára többé nem használták őket. A Szevasztopolban maradt hajókat a németek lefoglalták, majd később a nyugati fronton a britek további orosz hajókat foglaltak le. 1919. április 1-jén, az orosz polgárháború alatt, amikor a Vörös Hadsereg visszafoglalta a Krímet, a Brit Királyi Haditengerészet tagjai távozásuk előtt megrongálták az összes hátrahagyott orosz csatahajót és elsüllyesztettek tizenhárom új orosz tengeralattjárót. Amikor a cárhű hadsereg 1919-ben visszafoglalta a Krímet, megmentett és felújított néhány hajóegységet.

### Második világháború(1939−1945)
A szovjet flotta építése kulcsfontosságú volt. A sztálini tisztogatások alatt nagyon sok tengerésztisztet gyilkoltak meg. A fegyverkezési költségvetés haditengerészeti részesedése az 1941-es 11,5%-ról 1944-ben 6,6%-ra csökkent. 
Amikor 1941 júniusában a Harmadik Birodalom megtámadta a Szovjetuniót, sok tengerészt és fegyverzeti eszközt áthelyeztek a szárazföldi erőkhöz; ezeknek  különösen jelentős előnyük volt az ellenséggel szemben az odesszai, a szevasztopoli, a sztálingrádi, a novorosszijszki, a tuapeszi és a leningrádi harcokban.
A balti flottát Leningrádnál és Kronstadtnál feltartóztatták az aknamezők, de a tengeralattjáróknak sikerült megszökniük. 
A flotta a város légvédelmével együtt harcolt és bombázta a német állásokat.
Az Egyesült Államok és Nagy-Britannia a Lend-Lease program révén több hajóját adta oda a Szovjetuniónak.

## További információ
- Russian Navy (angolul)
- Globalsecurity.org page on the Soviet Navy (angolul)
- Admiral Gorshkov and the Soviet Navy (angolul)
- Soviet Submarines (angolul)
- Red Fleet (angolul)
- Flags & Streamers Archiválva 2022. június 23-i dátummal a Wayback Machine-ben (angolul)
- Warship Listing (angolul)
- Russian Navy Weapons Archiválva 2016. január 21-i dátummal a Wayback Machine-ben (angolul)
- All Soviet Warships – Complete Ship List (English) (angolul)
- All Soviet Submarines – Complete Ship List (English) (angolul)
- Understanding Soviet naval developments (English) Archiválva 2021. augusztus 13-i dátummal a Wayback Machine-ben (angolul)

## Fordítás
Ez a szócikk részben vagy egészben  a   Soviet Navy című angol Wikipédia-szócikk fordításán alapul.  Az eredeti cikk szerkesztőit annak laptörténete sorolja fel. Ez a jelzés csupán a megfogalmazás eredetét és a szerzői jogokat jelzi, nem szolgál a cikkben szereplő információk forrásmegjelöléseként.